# Szapáry László (katona)
Szapári, muraszombathi és széchyszigeti gróf Szapáry László (Pest, 1831. november 22. – Pozsony, 1883. szeptember 28.) lovassági tábornok, titkos tanácsos.

## Élete
Szapáry Ferenc és Almásy Rozália negyedik gyermeke. Az 1848–49-es forradalom és szabadságharc alatt lépett katonai szolgálatba. Több ütközetben részt vett Olaszországban is, Custozzánál, Milánónál, Motaránál, és Novaránál. 1855–1862-ig a király szárnysegéde volt, majd 1862 áprilisától az I. (Jászkun) huszárezred parancsnoka, amelyből később a 13. huszárezredet alakították. 1859-ben a solferinói csatában már őrnagyi rangban harcolt, majd egy évre rá alezredessé nevezték ki. Az 1866-os porosz–osztrák–olasz háború alatt Enrico Cialdini tábornok előrenyomulását katonai manőverekkel akadályozta meg,  s a 13. huszárezred volt az, amely e háborút veszteség nélkül zárta. 1869. április 23-án vezérőrnagy és a 20. hadtest dandárparancsnoka lett. 1874 októberében altábornagyi rangban e hadosztály parancsnokává nevezték ki. 1878-ban a boszniai hadjáratban is részt vett a 20. hadtestet vezényelve, majd a 3. hadtest parancsnokaként is.

## Címei, kitüntetései
- 1859-től őrnagy
- 1860-tól alezredes
- 1878-tól hadtest-parancsnok
- a Mária Terézia rend lovagja
- belső titkos tanácsos

## Családja
1862. április 28-án, Bécsben nőül vette Mariane von Grünne grófnőt, Grünne Károly Lajos gróf tábornok, a király főlovászmestere második leányát, akivel négy gyermekük született:
- Károly István László (1864-1878)
- Ferdinándina (1867-1892)
- Frigyes (1869-1935)
- Ilona (1877-1884)

1883. szeptember 28-án „hosszú és kínos szenvedés” után 52 évesen halt meg, s pozsonyi felravatalozása után Albertirsára, a Szapáry család sírkápolnájába szállították és ott helyezték el.

## Forrás
- Magyar Lexikon 15. kötet. Sopornya – Vezér (Budapest, 1884, 109. oldal
- Boszniából. Gr. Szapáry László altábornagy. — Az első lobogó kitűzése boszniai földön. Magyarország és a Nagyvilág, 1878-09-08. 36. szám, 561–562. oldal